# Felitciano Zschusschen
Felitciano Cederick Zschusschen (Breda, 24 januari 1992) is een Nederlands voetballer die doorgaans als aanvaller uitkomt. In 2013 debuteerde hij voor FC Twente. Hij heeft een Surinaamse moeder en Antilliaanse vader.

## Clubcarrière
Op 10 maart 2013 maakte hij zijn debuut in het betaald voetbal in de wedstrijd tegen SBV Vitesse. Op 21 januari 2014 werd hij tot het einde van het seizoen verhuurd aan FC Dordrecht. Daarna komt hij weer terug bij Twente, waar hij voor het beloften team speelt. In februari 2015 wordt hij opnieuw verhuurd, ditmaal aan NAC Breda. In de zomer van 2015 werd hij gestald bij FC Oss. In 2017 tekende Szchusschen een halfjarig contract bij het Duitse 1. FC Saarbrücken. Van medio 2017 tot januari 2018 kwam hij uit voor het Schotse Inverness Caledonian Thistle. Voor het seizoen 2018/19 is Zschusschen opgepikt door het Spakenburgse IJsselmeervogels dat uitkomt in de Tweede divisie.
Twee weken voor de start van de competitie vertrok Zschusschen naar het Marokkaanse Chabab Rif Al Hoceima. Na een kort avontuur in Marokko keerde Zschusschen echter weer terug bij IJsselmeervogels nadat bekend werd dat de club er niet in geslaagd was Zschusschen speelgerechtigd te krijgen. In juli 2019 tekende Zschusschen een contract bij VVSB, uitkomend in Derde divisie. In januari 2022 verliet Zschusschen VVSB omdat hij naar eigen zeggen dichter bij huis wilde gaan voetballen.Halverwege seizoen 2021-2022 werd hij door s.v. Huizen benaderd om daar te komen spelen en speelde daar het seizoen uit. In dat halve seizoen wist hij toch nog vijf keer te scoren. Met s.v. Huizen wist hij dat seizoen tevens kampioen van de Eerste klasse C te worden en naar de Vierde Divisie te promoveren.

## Interlandcarrière
Zschusschen maakte zijn debuut in het Curaçaos voetbalelftal op 28 maart 2015 in een kwalificatiewedstrijd voor het wereldkampioenschap voetbal 2018 tegen Montserrat. Onder de nieuwe hoofdtrainer Patrick Kluivert speelde hij het volledige, met 2–1 gewonnen duel; in de 39ste minuut benutte hij een strafschop en maakte zo zijn eerste interlanddoelpunt. Met Curaçao won Zschusschen op 25 juni 2017 de finale van de Caribbean Cup 2017 door Jamaica met 2–1 te verslaan.

## Carrièrestatistieken
| Seizoen                                   | Club              | Land            | Competitie           | Competitie | Competitie | Beker | Beker | Internationaal | Internationaal | Overig | Overig | Totaal | Totaal |
| Seizoen                                   | Club              | Land            | Competitie           | Wed.       | Dlp.       | Wed.  | Dlp.  | Wed.           | Dlp.           | Wed.   | Dlp.   | Wed.   | Dlp.   |
| ----------------------------------------- | ----------------- | --------------- | -------------------- | ---------- | ---------- | ----- | ----- | -------------- | -------------- | ------ | ------ | ------ | ------ |
| 2012/13                                   | FC Twente         | Nederland       | Eredivisie           | 6          | 0          | 0     | 0     | 0              | 0              | 0      | 0      | 6      | 0      |
| 2013/14                                   | FC Twente         | Nederland       | Eredivisie           | 1          | 0          | 0     | 0     | 0              | 0              | 0      | 0      | 1      | 0      |
| 2013/14                                   | Jong FC Twente    | Nederland       | Eerste divisie       | 19         | 10         | 0     | 0     | 0              | 0              | 0      | 0      | 19     | 10     |
| 2013/14                                   | → FC Dordrecht    | Nederland       | Eredivisie           | 7          | 0          | 0     | 0     | 0              | 0              | 0      | 0      | 7      | 0      |
| 2014/15                                   | Jong FC Twente    | Nederland       | Eerste divisie       | 17         | 7          | 0     | 0     | 0              | 0              | 0      | 0      | 17     | 7      |
| 2014/15                                   | → NAC Breda       | Nederland       | Eredivisie           | 9          | 0          | 0     | 0     | 0              | 0              | 1      | 0      | 10     | 0      |
| 2015/16                                   | → FC Oss          | Nederland       | Eerste divisie       | 32         | 12         | 1     | 0     | 0              | 0              | 0      | 0      | 33     | 12     |
| 2016/17                                   | 1. FC Saarbrücken | Duitsland       | Regionalliga Südwest | 6          | 0          | 0     | 0     | 0              | 0              | 0      | 0      | 6      | 0      |
| Carrière totaal                           | Carrière totaal   | Carrière totaal | Carrière totaal      | 97         | 29         | 1     | 0     | 0              | 0              | 1      | 0      | 99     | 29     |
| Bijgewerkt tot en met het seizoen 2016/17 |                   |                 |                      |            |            |       |       |                |                |        |        |        |        |

## Erelijst
Als speler
| Saarlandpokal | 1x | 2016/17 |

| Competitie    | Winnaar | Winnaar | Runner-up | Runner-up | Derde   | Derde   |
| Competitie    | Aantal  | Jaren   | Aantal    | Jaren     | Aantal  | Jaren   |
| Curaçao       | Curaçao | Curaçao | Curaçao   | Curaçao   | Curaçao | Curaçao |
| ------------- | ------- | ------- | --------- | --------- | ------- | ------- |
| Caribbean Cup | 1x      | 2017    |           |           |         |         |